# Alones
Alones è un brano musicale del gruppo musicale giapponese Aqua Timez, pubblicato come loro quarto singolo il 1º agosto 2007. Il brano è incluso nell'album Dareka no Chijoue, secondo lavoro del gruppo. Il singolo ha raggiunto la terza posizione della classifica Oricon dei singoli più venduti in Giappone, vendendo 104 815 copie Il brano è stato utilizzato come sesta sigla dell'anime Bleach, dal centoventunesimo al centoquarantatreesimo episodio.

## Tracce
CD Singolo ESCL-2981
1. ALONES
2. Akatsuki (暁)
3. Mr. Roadrunner (DJ Mass'Skate Sonic* Remix) (Mr.ロードランナー)
4. ALONES (Instrumental)

## Classifiche
| Classifica (2007) | Posizione più alta |
| ----------------- | ------------------ |
| Giappone (Oricon) | 3                  |